# 氷川神社 (川越市仙波町)
氷川神社（ひかわじんじゃ）は、埼玉県川越市の神社。

## 歴史
1069年（延久元年）に創建された。地元の豪族仙波氏によって創建された。長徳寺が別当寺であった。
1872年（明治5年）、近代社格制度に基づく「村社」に列せられ、1886年（明治19年）に周辺の3社が合祀された。
当社の行事費は、かつては氏子から「御神酒銭」の名目で集められていたが、1982年（昭和57年）からは、当社の社有地を駐車場や市営住宅に貸し出して、その地代によって賄うようになった。

## 交通アクセス
- 川越駅より徒歩14分。